# М-5 (самолёт)
М-5 — летающая лодка конструкции Д. П. Григоровича. Прототип был собран в апреле 1915 года, а в мае на Крестовском острове в Санкт-Петербурге лётчик Я. И. Седов-Серов совершил на нём первые полёты.

## История
Конструктор Д. П. Григорович первый в России столкнулся с трудностью проектирования гидросамолётов. Трудность состояла в том, что кроме аэродинамических качеств гидросамолёт должен обладать ещё плавучестью, остойчивостью, непотопляемостью и мореходностью. Авиаконструктору приходилось буквально на ощупь подходить к оптимальному варианту лодки.
Двухместную летающую лодку М-5 выпустили весной 1915 г. А уже в апреле она совершила свой первый боевой вылет.
Строительство М-5 развернулось довольно крупной серией. Всего морская авиация получила 183 машины. Только в авиацию Чёрного моря с июля 1915 по июнь 1917 года поступил 71 самолёт, примерно 60 было направлено в авиашколы. Некоторые М-5 прослужили до конца Гражданской войны. До 1923 года гидросамолёт строился серийно, всего было изготовлено около 300 самолётов. Григоровичу удалось воплотить в М-5 высокую мореходность корпуса с отличными лётными данными самолёта. Взлётно-посадочный площадкой для гидросамолёта могла стать водная поверхность с высотой волны до 0,5 м. Днище лодки не «прилипало» к воде и легко отдалялось от неё при взлёте. М-5 долго оставался на вооружении: сначала в качестве морского разведчика, а с 1916 года, как учебная машина.

## Конструкция
Биплан М-5 являлся дальнейшим развитием технических решений, заложенных в ранее построенных самолётах М-2, М-3, М-4.
- Фюзеляж — лодка с  деревянным каркасом из ясеня. Обшивка фанерная. Сборка фюзеляжа производилась на латунных шурупах с использованием свинцовых и цинковых белил. Соединения обшивки усиливались фанерными накладками проклепанными медными заклепками. Нижние швы укреплялись медной фольгой, а стыки паялись оловом. Снаружи корпус покрывался бесцветным лаком, а внутри олифой. Также при сборке применялся специальный "морской клей" и особый раствор творога в нашатырном спирте, повышавший гидростойкость конструкции.[2]
- Крылья — двухлонжеронные, расчалочные тонкие. Конструкция из сосны. Верхнее и нижнее крылья соединены крестообразно металлическими расчалками, такими расчалками крылья также были соединены с носом лодки.[2]
- Хвостовое оперение — крепилось над изогнутой хвостовой частью, на стойках-трубах. Стабилизатор деревянный с подкосами, соединенный металлическими расчалками с килем. Угол установки стабилизатора устанавливался на земле перед полетом. Рули и киль сварены из тонкостенных стальных труб и обтянуты тканью Хвостовое оперение было не жестким, хвост  самолета на виражах скручивался и вибрировал от обдува воздушным винтом, но никогда не ломался.[2]
- Силовая установка - ротативный двигатель воздушного охлаждения "Гном Моносупап" мощностью 100 л.с. с толкающим воздушным винтом. Двигатель устанавливался на мотораме, расположенной в пространстве между центральными межкрыльевыми стойками. В передней части мотоустановки имелась рукоятка ручного запуска двигателя. Для подачи бензина к двигателю использовался ручной насос, который создавал избыточное давление в топливном баке, размещенным за кабиной пилота.[2]

## Тактико-технические характеристики
Источник данных: «Уголок неба»

Технические характеристики
- Экипаж: 2
- Длина: 8,6 м
- Размах крыла: 13,62 м
- Высота: 3,4 м
- Площадь крыла: 37.90 м²
- Масса пустого: 660 кг
- Нормальная взлётная масса: 960 кг
- Силовая установка: 1 × поршневой Gnome Monosoupape
- Мощность двигателей: 1 × 100

Лётные характеристики
- Максимальная скорость: 105 км/ч
- Крейсерская скорость: 87
- Практический потолок: 3300 м
- Скороподъёмность: 78 м/мин

Вооружение
- Стрелково-пушечное: 1 х 7,62-мм пулемёт[уточнить]